# Haras de Prudnik
Le haras de Prudnik (polonais : Stadnina Koni Prudnik)  est un haras d'élevage de chevaux de sport situé à Chocim, près de Prudnik. Son siège se trouve dans un palais de la rue Józef Poniatowski à Lipno, à Prudnik. Ce haras est membre de la Polski Związek Hodowców Koni (Association des éleveurs de chevaux polonais).

## Histoire

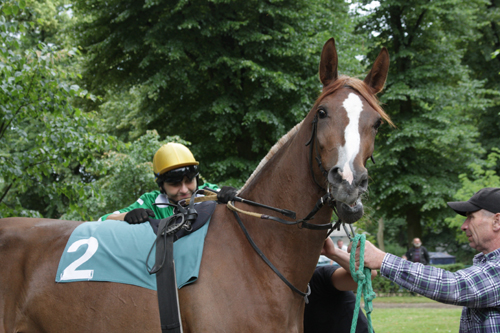
Course de chevaux sur l'hippodrome du haras de Prudnik.

L'élevage de chevaux dans la région de Prudnik a commencé en 1949 à Laka Prudnicka. À cette époque, plus de 30 juments importées de Norvège ont été amenées de Prószków. Après quelque temps, l'élevage a été déplacé à Chocim. Le haras était jadis subordonné à celui de Moszna, à Moszna. Le 1er juillet 1968, le haras de Prudnik est devenu une unité indépendante.
Le 9 septembre 2016, l'ancien député d'Autodéfense de la République de Pologne Józef Stępkowski (en) est devenu président du haras de Prudnik,.

## Sport
En 1972, le club d'équitation populaire Olimp Prudnik a été créé.  Son siège est situé à Prudnik, au 2 rue Jesionkowa, à Górka. Des compétitions régionales de saut d'obstacles sont organisées au haras,,.